# Schlosskirche Mariä Verkündigung

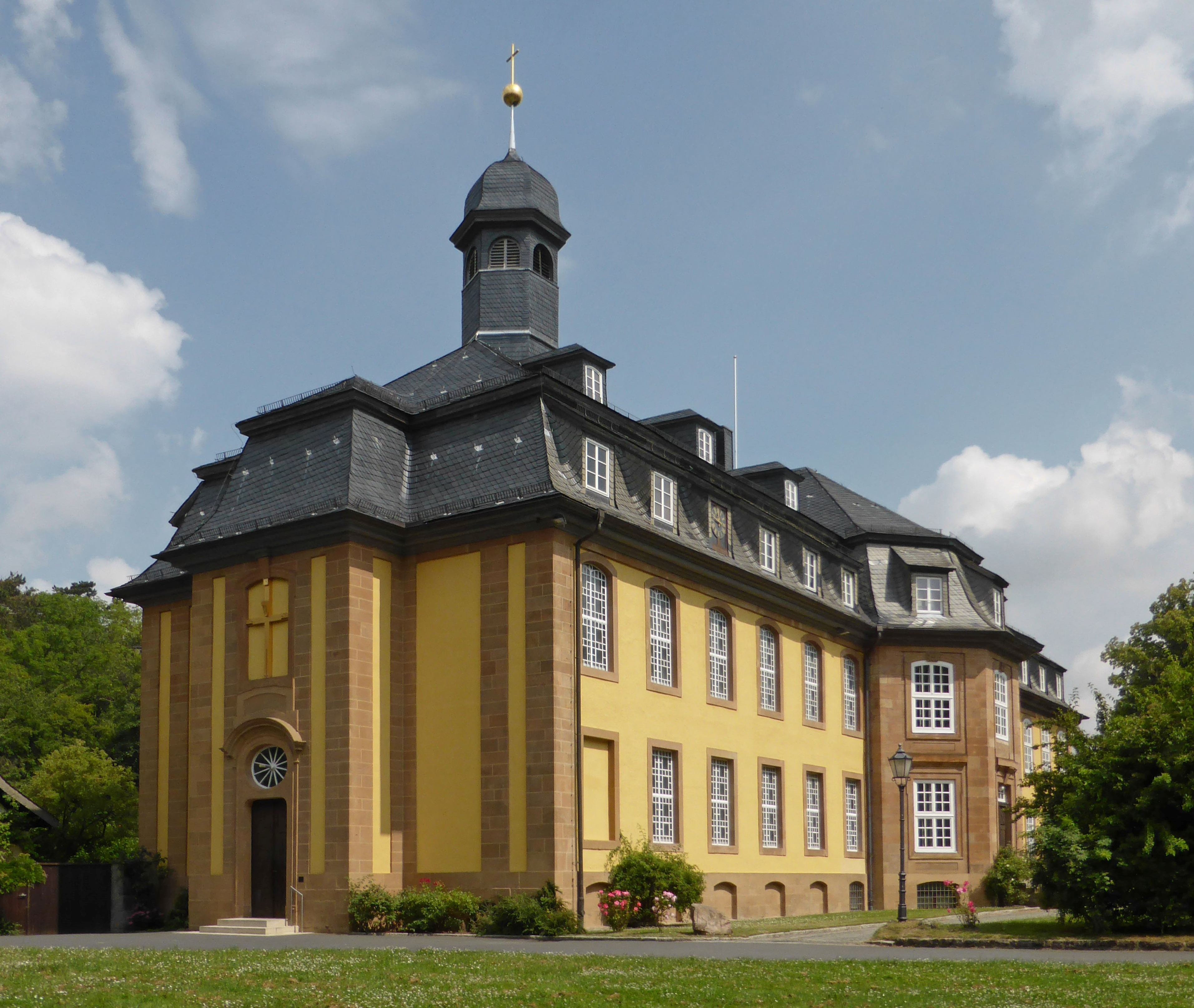
Schlosskirche Mariä Verkündigung

Die Schlosskirche Mariä Verkündigung ist eine Barockkirche und römisch-katholische Pfarrkirche in Liebenburg im Landkreis Goslar in Niedersachsen. 

## Geschichte

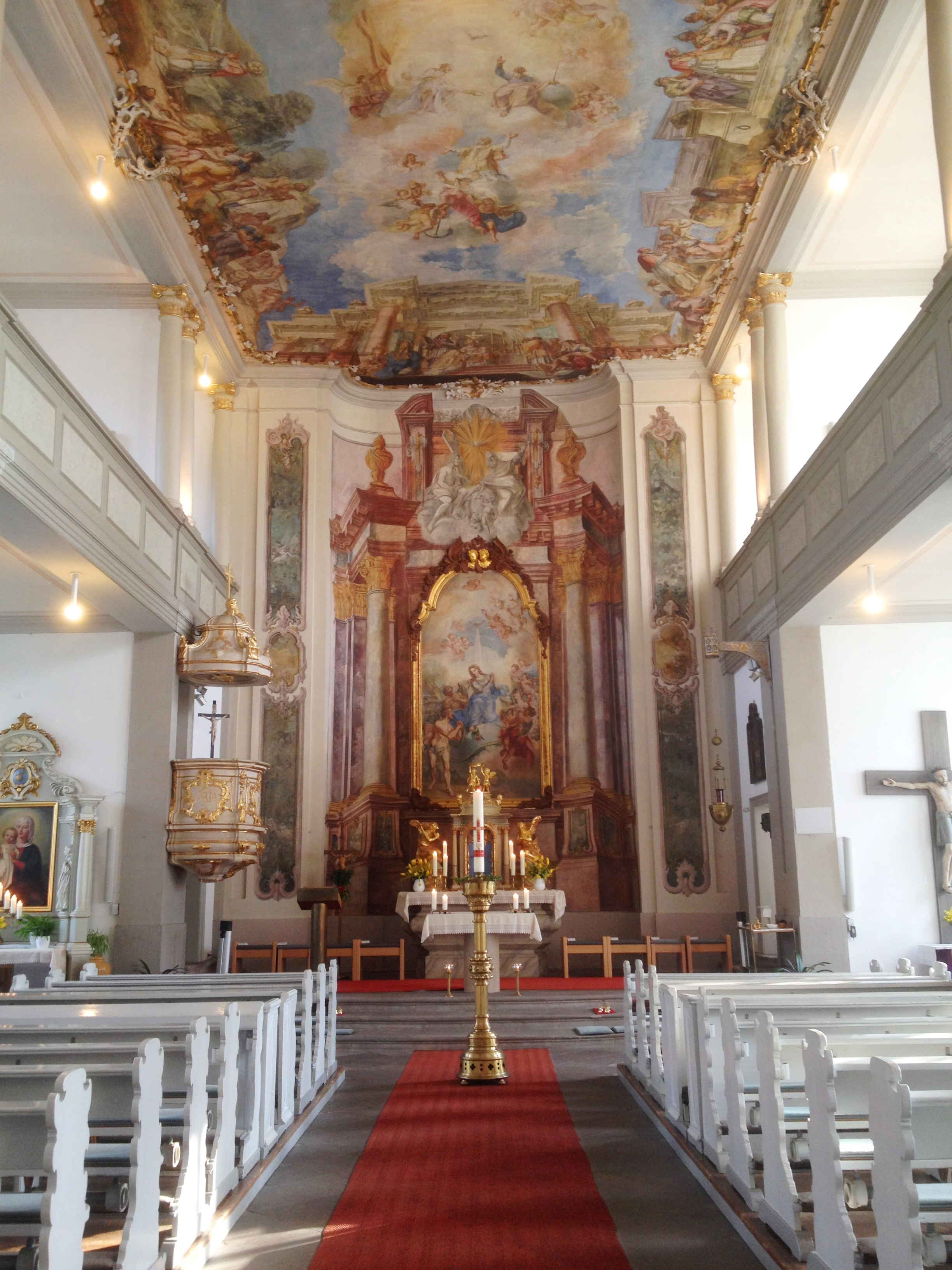
Inneres

Liebenburg gehört zu den Gebieten des Hochstifts Hildesheim, die als Folge der Stiftsfehde in der Reformationszeit unter welfischer Herrschaft lutherisch wurden, 1643 aber an das Hochstift zurückkamen. Die Kirche der bischöflichen Levenborch, deren Geschichte bis ins 13. Jahrhundert zurückreicht, war seitdem römisch-katholische Amtspfarrei für das gesamte Umland. 
1754–1760 ließ Fürstbischof Clemens August das heutige Barockschloss errichten, dessen Westhälfte die Schlosskirche bildet. Die Bauleitung hatte der damalige Drost von Liebenburg Jobst Edmund (III.) von Brabeck; sein Familienwappen und das seiner Frau, einer geborenen von Kerckerinck, sind am Orgelprospekt angebracht. Das Schloss entstand, nachdem die verfallenen Reste der mittelalterlichen Liebenburg, die sich an der Stelle befand, abgerissen worden waren. Schloss und Kirche sind nur ein Flügel der ursprünglich geplanten Anlage, die wegen des Siebenjährigen Kriegs und wegen des Todes Clemens Augusts 1761 nicht mehr vollendet wurde. Die Funktion der alten Burgkirche, die 1766 abgerissen wurde, ging auf die neue Schlosskirche über.
Auch nach dem Ende des Hochstifts 1803, unter napoleonischer, hannoverscher und preußischer Herrschaft blieb Mariä Verkündigung römisch-katholische Pfarrkirche. 1974 verkaufte das Land Niedersachsen das Gesamtbauwerk. Seither ist das frühere Schloss Wohn- und Wirkungsstätte des Künstlers Gerd Winner. Die bauliche Unterhaltung der Schlosspfarrkirche obliegt aber weiterhin dem Lande.
Seit dem 1. Juli 2007 gehört die Pfarrgemeinde St. Mariä Verkündigung zum damals neu errichteten Dekanat Goslar-Salzgitter des Bistums Hildesheim, zu ihr gehören seitdem auch Filialkirchen St. Clemens (Hornburg), Herz Mariä (Langelsheim), St. Joseph (Othfresen) und St. Marien (Schladen).

## Architektur
Die Liebenburger Schlosskirche ist ein rechteckiger Saalbau mit Portalrisalit, zwei Fensterreihen, Mansarddach und achteckigem Dachreiter. Der äußere Bauschmuck beschränkt sich auf den Farbkontrast: der Werkstein ist gelb verputzt, jedoch an Kanten und Fensterlaibungen und über dem Portal als Gliederung sichtbar.

## Ausstattung

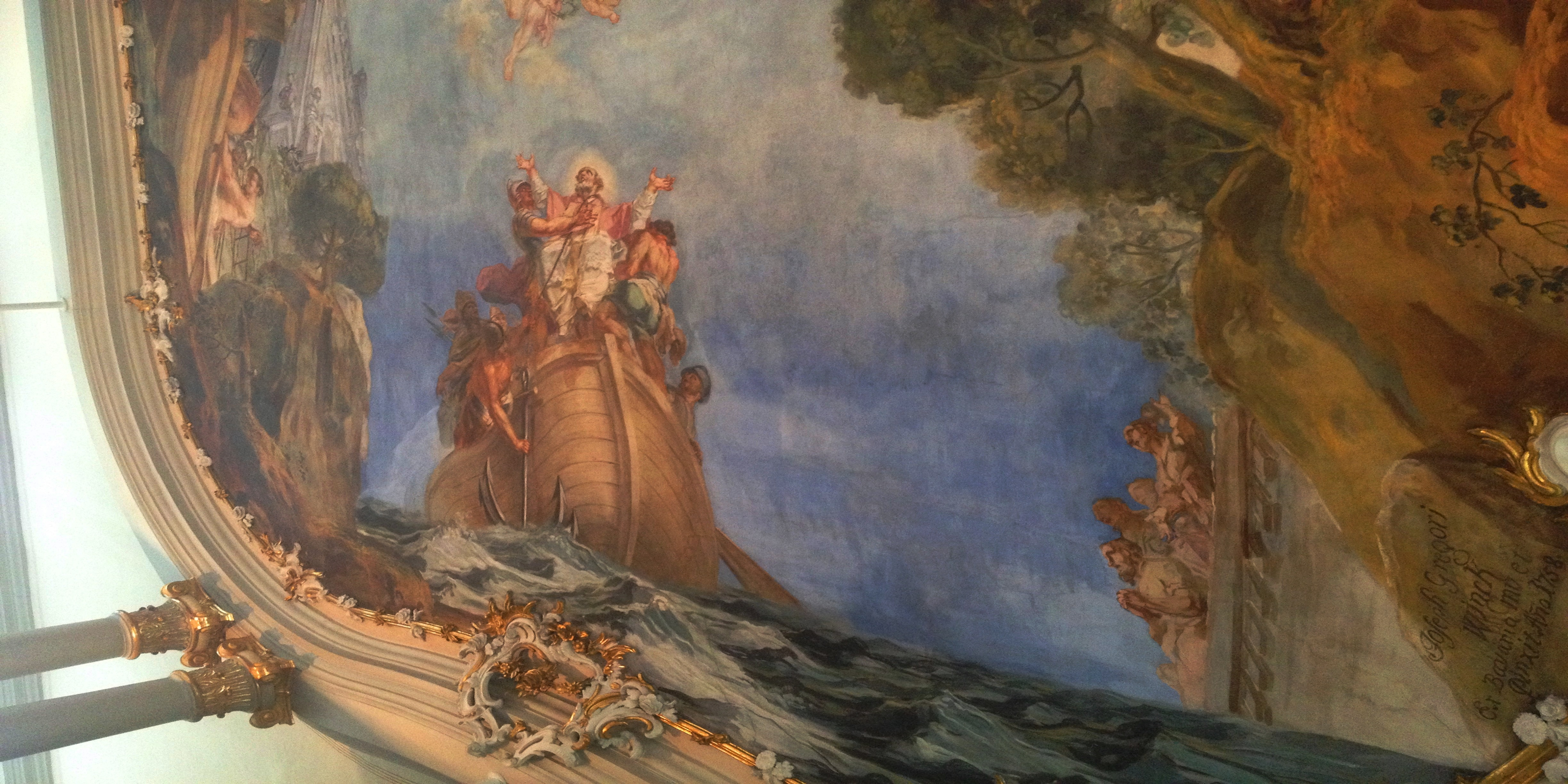
Martyrium des hl. Clemens, Detail des Deckengemäldes

Der Innenraum, 1985/86 restauriert, bietet das Bild eines barocken Festsaals. Dreiseitig umlaufende Emporen mit schlanken Doppelsäulen gliedern den Raum in zwei Geschosse, von denen das untere vorn beidseitig durch Trennwände verkürzt ist, sodass sich der Eindruck einer Dreischiffigkeit mit Chor ergibt. Die Altarwand ist flachoval vertieft. Vor den Grundfarben Weiß und Hellgrau mit goldenen Akzenten an Kanzel, Orgelprospekt und Kapitellen treten Hochaltar- und Deckengemälde in kräftigen Farben hervor. 
Der Altaraufbau ist eine Scheinarchitektur mit Marmorsäulen, Gebälk und Skulpturenschmuck. In der Mitte enthält sie das Bild der Verkündigung an Maria in einer ungewöhnlichen Darstellung mit Maria, schwebend in der Mitte, einem fast kindlichen Engel Gabriel im Hintergrund und den ihre Erlösung anbetend erwartenden Gestalten von Adam und Eva.
Das bedeutendste Kunstwerk der Kirche ist das groß angelegte Deckenfresko von 1758, das sich über die gesamte Raumlänge erstreckt. Der Maler Joseph Gregor Winck hat zehn Szenen aus Leben und Legende des heiligen Clemens, des Namenspatrons des Schlossbauherrn Clemens August, dargestellt: in der Mitte zwischen Natur- und Architekturelementen der offene Himmel mit der Apotheose des Heiligen, an den Rändern seine Bischofsweihe, seine Wundertaten und sein Martyrium.
Der Kreuzweg ist ein Werk von Rainer Mordmüller, die 14 Stationen hängen seit 2023 in der Schlosskirche.

## Orgel

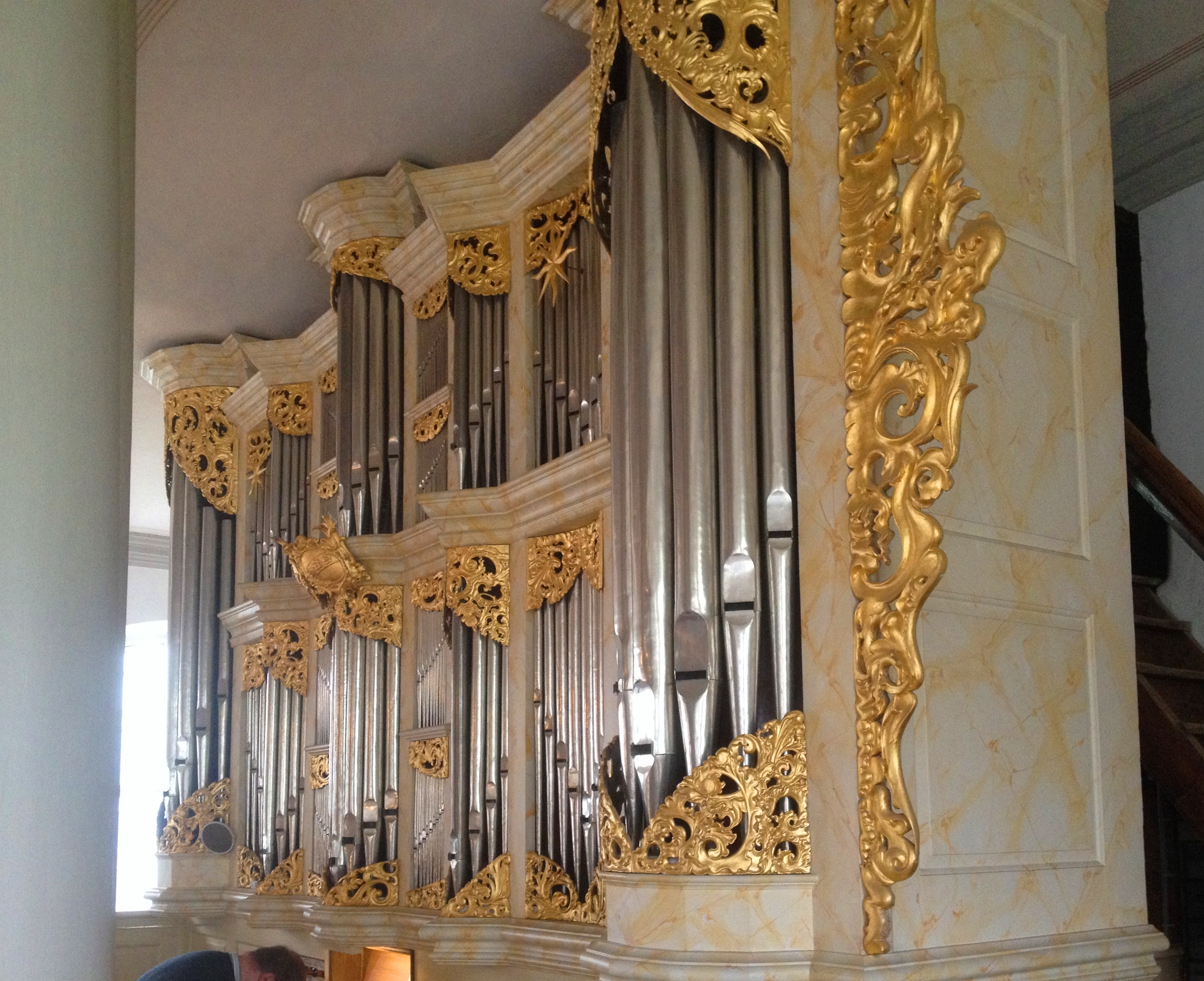
Müller-Orgel von 1761

Die Orgel baute Johann Conrad Müller 1760/1761 mit 26 Registern auf zwei Manualen und Pedal. Das Gehäuse, die Traktur, fünf Keilbälge und 17 Register sind original erhalten. Der neunachsige, flächige Prospekt ist streng gegliedert und wird von den beiden polygonalen Pedaltürmen flankiert. Über dem Hauptwerk ist das etwas niedrigere Oberwerk angebracht, dessen polygonaler Mittelturm etwas überhöht ist. An beiden Seiten schließen sich in beiden Manualwerken zweigeschossige Pfeifenflachfelder an. Auf einen Spitzturm folgt ein eingeschossiges Flachfeld, das zum Pedalturm überleitet. Die Pfeifenfelder haben oben und unten ebenso wie die seitlichen Blindflügel vergoldete Schleierbretter mit durchbrochenem Schnitzwerk in Rokokoornamentik. 1980/1981 rekonstruierte Alfred Führer auf die ursprüngliche Disposition, im Jahr 2013 führte Orgelbau Reinhard Hüfken eine Generalreparatur durch. Das Liebenburger Instrument ist die einzige erhaltene mittelgroße Schlossorgel Niedersachsens. Die Disposition lautet wie folgt:
| I Hauptwerk C–c3 |    |
| Principal        | 8′ |
| Fleut travers    | 8′ |
| Quintadena       | 8′ |
| Rohrflöte        | 8′ |
| Spitzflöte       | 4′ |
| Quinte           | 3′ |
| Octave           | 2′ |
| Sesquialtera II  |    |
| Mixtur III       |    |
| Trompete         | 8′ |
| Vox humana       | 8′ |

| II Oberwerk C–c3 |       |
| Gedackt          | 8′    |
| Principal        | 4′    |
| Rohrflöte        | 4′    |
| Zigfleut         | 2′    |
| Quinte           | 1 ⁄2′ |
| Sesquialtera II  |       |
| Mixtur III       |       |
| Hoboe            | 8′    |

| Pedal C–c1          |     |
| Subbass             | 16′ |
| Principal           | 8′  |
| Octave              | 4′  |
| Rauschpfeife II–III |     |
| Posaune             | 16′ |
| Trompete            | 8′  |

- Koppeln: II/I (Schiebekoppel)
- Nebenregister: Tremulant, Zimbelstern, 2 Sperrventile